# Mailson Lima
Mailson Lima Duarte Lopes (Den Haag, 29 mei 1994) is een Kaapverdisch-Nederlands voetballer die als aanvaller of middenvelder speelt. Lima debuteerde in 2018 in het Kaapverdisch voetbalelftal. Hij is de oudere broer van Ronaldo Lima.

## Carrière
Mailson Lima speelde in de jeugd van Haaglandia en ADO Den Haag, waarna hij twee seizoenen met Jong FC Dordrecht in de Beloften Eredivisie speelde. In 2016 vertrok hij naar Fortuna Sittard, waar hij bijna het hele seizoen miste door een gescheurde kruisband. Hij debuteerde in het betaald voetbal op 28 april 2017, in de met 3-0 verloren uitwedstrijd tegen RKC Waalwijk. Hij kwam in de 86e minuut in het veld voor Djibril Dianessy. Hij vertrok na één seizoen bij Fortuna Sittard, en had in de zomerstop een proefperiode bij zijn oude club FC Dordrecht. In januari 2018 ging hij voor het Roemeense FC Viitorul Constanța spelen. In februari 2019 werd zijn contract ontbonden en hij vervolgde zijn loopbaan in Armenië bij FC Ararat-Armenia. Hier speelde hij tot de winterstop van het seizoen 2020/21, waarna hij naar Dibba Al-Hisn SC vertrok, wat op het tweede niveau van de Verenigde Arabische Emiraten uitkomt. Na een half jaar keerde hij weer terug bij Ararat.

### Statistieken
| Seizoen                     | Club                  | Land           | Competitie        | Competitie | Competitie | Beker | Beker | Overig | Overig | Totaal | Totaal |
| Seizoen                     | Club                  | Land           | Competitie        | Wed.       | Dlp.       | Wed.  | Dlp.  | Wed.   | Dlp.   | Wed.   | Dlp.   |
| --------------------------- | --------------------- | -------------- | ----------------- | ---------- | ---------- | ----- | ----- | ------ | ------ | ------ | ------ |
| 2016/17                     | Fortuna Sittard       | Nederland      | Eerste divisie    | 1          | 0          | 0     | 0     | –      | –      | 1      | 0      |
| 2017/18                     | FC Dordrecht          | Nederland      | Eerste divisie    | 16         | 5          | 1     | 0     | –      | –      | 17     | 5      |
| 2017/18                     | FC Viitorul Constanța | Roemenië       | Liga 1            | 8          | 0          | 0     | 0     | 0      | 0      | 8      | 0      |
| 2018/19                     | FC Viitorul Constanța | Roemenië       | Liga 1            | 8          | 0          | 1     | 0     | 4      | 0      | 13     | 0      |
| 2018/19                     | FC Ararat-Armenia     | Armenië        | Bardzragujn chumb | 15         | 1          | 2     | 0     | –      | –      | 17     | 1      |
| 2019/20                     | FC Ararat-Armenia     | Armenië        | Bardzragujn chumb | 26         | 8          | 4     | 0     | 7      | 3      | 37     | 11     |
| 2020/21                     | FC Ararat-Armenia     | Armenië        | Bardzragujn chumb | 10         | 4          | 0     | 0     | 5      | 4      | 15     | 8      |
| 2020/21                     | Dibba Al-Hisn SC      | VAE            | Eerste divisie    | ?          | ?          | ?     | ?     | ?      | ?      | ?      | ?      |
| 2021/22                     | FC Ararat-Armenia     | Armenië        | Bardzragujn ch.   | 22         | 14         | 1     | 1     | –      | –      | 23     | 15     |
| Carrièretotaal              | Carrièretotaal        | Carrièretotaal | Carrièretotaal    | 106        | 32         | 9     | 1     | 16     | 7      | 131    | 40     |
| Bijgewerkt op 30 maart 2022 |                       |                |                   |            |            |       |       |        |        |        |        |

### Interlandcarrière
Mailson Lima werd in 2018 voor de eerste keer geselecteerd voor het Kaapverdisch voetbalelftal. Hij debuteerde voor dit team op 1 juni 2018, in de met 2-3 gewonnen oefenwedstrijd tegen Algerije. Hij begon in de basisopstelling en werd in de 59e minuut vervangen door Julio Tavarès.